# Алексинская ТЭЦ
Алексинская ТЭЦ — предприятие энергетики, расположенное в городе Алексин, Тульская область, входящее в состав ПАО «Квадра». Имеет установленную электрическую мощность — 157 МВт, установленную тепловую мощность — 231 Гкал/ч. Топливом для котлов Алексинской ТЭЦ служит природный газ. Предприятие снабжает теплом левобережную часть города Алексин.

## История
Строительство Алексинской ТЭЦ было начато по плану ГОЭЛРО в 1935 году. 14 марта 1940 года начался монтаж котла и турбогенератора. В 1941 году Алексинская станция (ТЭЦ № 15 Мосэнерго) дала промышленный ток. В июле 1941 года электростанция вышла на проектную мощность 50 МВт.
С началом Великой Отечественной войны дальнейшие работы по расширению станции были прекращены. 22 сентября 1941 года во время бомбардировки вражеской авиацией повреждено оборудование химического и транспортного цеха, паропроводы котлоагрегата № 2. Было принято решение о демонтаже оборудования и эвакуации его на Урал. После освобождения Алексинского района на станции начались восстановительные работы. В июле 1942 был восстановлен и пущен в работу котел № 2, а в сентябре — турбогенератор № 2. В 1946 году мощность станции доведена до проектной — 50 МВт.
В 1956 году Алексинская ТЭЦ вошла в число передовых электростанций страны (годовая выработка составила около 1 млрд кВт⋅ч — более 1 % выработки электроэнергии Советского Союза). В дальнейшие годы проведены работы по реконструкции и монтажу нового энергетического оборудования. В 1986 году начался монтаж газопровода. В 1990 году котлоагрегаты ст. № 3,4,5,6 были переведены на сжигание газового топлива. Перевод станции на природный газ значительно повысил надежность работы оборудования, коэффициент полезного действия котлоагрегатов возрос более чем на 3 %, улучшилась экологическая обстановка в городе и курортном районе. 
С 2012 года на площадке Алексинской ТЭЦ строился новый блок парогазовой установки мощностью 115 МВт на базе оборудования Siemens. Энергоблок должен был быть запущен в мае 2015 года, однако пуск постоянно откладывался. Срыв сроков, по заявлению «Квадры», связан с «объективными причинами», в частности с действием антироссийских санкций. Только 1 февраля 2019 года энергоблок получил разрешение поставлять электроэнергию на ОРЭМ. Итоговая стоимость строительства оценивается в 10 миллиардов рублей. На проектную мощность новый энергоблок вышел 20 мая 2019 года.

## Перечень основного оборудования
| Агрегат                                    | Тип                               | Изготовитель                                     | Количество | Ввод в эксплуатацию | Основные характеристики                                   | Основные характеристики           | Источники   |
| Агрегат                                    | Тип                               | Изготовитель                                     | Количество | Ввод в эксплуатацию | Параметр                                                  | Значение                          | Источники   |
| ------------------------------------------ | --------------------------------- | ------------------------------------------------ | ---------- | ------------------- | --------------------------------------------------------- | --------------------------------- | ----------- |
| Оборудование паротурбинных установок       |                                   |                                                  |            |                     |                                                           |                                   |             |
| Паровой котёл                              | ТП-230-1                          | Таганрогский котельный завод «Красный котельщик» | 2          | 1948 г. 1949 г.     | Топливо                                                   | газ, уголь                        | [ 8 ]       |
| Паровой котёл                              | ТП-230-1                          | Таганрогский котельный завод «Красный котельщик» | 2          | 1948 г. 1949 г.     | Производительность                                        | 230 т/ч                           | [ 8 ]       |
| Паровой котёл                              | ТП-230-1                          | Таганрогский котельный завод «Красный котельщик» | 2          | 1948 г. 1949 г.     | Параметры пара                                            | 100 кгс/см2, 510 °С               | [ 8 ]       |
| Паровой котёл                              | БКЗ-220-100Ф                      | Барнаульский котельный завод                     | 1          | 1972 г.             | Топливо                                                   | газ, уголь                        | [ 8 ]       |
| Паровой котёл                              | БКЗ-220-100Ф                      | Барнаульский котельный завод                     | 1          | 1972 г.             | Производительность                                        | 220 т/ч                           | [ 8 ]       |
| Паровой котёл                              | БКЗ-220-100Ф                      | Барнаульский котельный завод                     | 1          | 1972 г.             | Параметры пара                                            | 100 кгс/см2, 510 °С               | [ 8 ]       |
| Паровая турбина                            | Р-12-90/17/7                      | Калужский турбинный завод                        | 1          | 1995 г.             | Установленная мощность                                    | 12 МВт                            | [ 8 ]       |
| Паровая турбина                            | Р-12-90/17/7                      | Калужский турбинный завод                        | 1          | 1995 г.             | Тепловая нагрузка                                         | 70 Гкал/ч                         | [ 8 ]       |
| Паровая турбина                            | Т-50-90/2                         | —                                                | 1          | 1948 г.             | Установленная мощность                                    | 29 МВт                            | [ 8 ] [ 9 ] |
| Паровая турбина                            | Т-50-90/2                         | —                                                | 1          | 1948 г.             | Тепловая нагрузка                                         | 74 Гкал/ч                         | [ 8 ] [ 9 ] |
| Оборудование парогазовой установки ПГУ-115 |                                   |                                                  |            |                     |                                                           |                                   |             |
| Газовая турбина                            | SGT-800                           | Siemens                                          | 2          | 2019                | Топливо                                                   | газ                               | [ 3 ]       |
| Газовая турбина                            | SGT-800                           | Siemens                                          | 2          | 2019                | Установленная мощность                                    | 44,5 МВт/ 46,4 МВт                | [ 3 ]       |
| Газовая турбина                            | SGT-800                           | Siemens                                          | 2          | 2019                | t                                                         | 540 °C                            | [ 3 ]       |
| Котёл-утилизатор                           | ПК-83 (Пр-59/12-7.45/0.7-518/214) | «ЗиО-Подольск»                                   | 2          | 2019                | Производительность (высокого давления / низкого давления) | (59 / 12) т/ч                     | [ 3 ]       |
| Котёл-утилизатор                           | ПК-83 (Пр-59/12-7.45/0.7-518/214) | «ЗиО-Подольск»                                   | 2          | 2019                | Параметры пара (высокого давления / низкого давления)     | (74,5 / 7) кгс/см2, (518 /214) °С | [ 3 ]       |
| Паровая турбина                            | SST-400                           | Siemens                                          | 1          | 2019                | Установленная мощность                                    | 33,3 МВт                          | [ 3 ]       |
| Паровая турбина                            | SST-400                           | Siemens                                          | 1          | 2019                | Тепловая нагрузка                                         | 87 Гкал/ч                         | [ 3 ]       |